# SEVICI
SEVICI es un servicio de alquiler de bicicletas públicas que se implantó en la ciudad de Sevilla en julio de 2007, promovido por el Ayuntamiento de Sevilla y explotado por la empresa JCDecaux.
El servicio cuenta con más de 27.141 usuarios de larga duración y de 260 estaciones repartidas por la ciudad.

## Alta y Tarifas

### Abono de corta duración
El abono de corta duración de SEVICI es válido durante 7 días consecutivos, en los que se puede disfrutar de un número ilimitado de trayectos en bicicleta.
Los primeros 30 minutos de cada trayecto son gratuitos. Una vez trascurridos los 30 minutos, la siguiente hora de utilización tiene un coste de 1,03 euros y las siguientes tienen, cada una, un coste de 2,04 euros.
La inscripción tiene un coste de 13,33 euros, que son cargados mediante tarjeta bancaria.
Al darse de alta en el sistema, se autoriza la retención de 150,00 € como fianza. Esta fianza queda vinculada a la duración de la tarjeta de corta duración, con lo que al finalizar el servicio, es devuelta íntegramente (siempre que no haya sufrido daños la bicicleta usada).
Para inscribirse, basta con dirigirse a cualquier estación de SEVICI instalada en la ciudad acompañado de una tarjeta de crédito y seguir los pasos indicados en la pantalla.

### Abono de larga duración
El abono de larga duración de SEVICI es válido durante 1 año, en el que se puede realizar un número ilimitado de trayectos en bicicleta. Se puede solicitar en la página web de la empresa.
Los primeros 30 minutos de cada trayecto son gratuitos. Una vez trascurridos los 30 minutos, la siguiente hora de utilización tiene un coste de 0,51 euros y las siguientes tienen un coste de 1,03 euros por cada hora.
La inscripción tiene un coste anual de 33,33 euros, que son cargados en cuenta bancaria. Al darse de alta en el sistema, se autoriza la retención de 150,00 € como fianza por parte de la empresa explotadora del servicio. Esta fianza queda vinculada a la duración de la tarjeta de larga duración, con lo que al darse de baja de la misma, es devuelto el importe íntegramente (siempre que no haya sufrido daños la bicicleta usada). Si el pago es con tarjeta de crédito en vez de tarjeta de débito el pago de los 150€ cada mes es retenido pero luego cancelado de alguna manera, de tal forma que nunca se hace efectivo.
Si el usuario tiene entre 14 y 17 años, su representante legal deberá autorizarlo a usar el servicio.
Existe una exención de pago de la fianza para aquellos universitarios de la universidad de Sevilla que lo soliciten, esto se logró por medio de un pacto entre la Universidad y JCDecaux para dar la oportunidad a aquellos universitarios que la retención bancaria de 150€ les suponga un gran inconveniente.

## Condiciones de uso
Al retirar una bicicleta, se dispone de 30 minutos gratuitos. A partir de los 30 minutos se aplica la tarifa según el tipo de abono de que se trate.
Tras la entrega de una bicicleta en una estación, el usuario tiene la posibilidad de poder retirar de la estación otra bicicleta esperando un tiempo de unos dos minutos para volver a usar el servicio.
Si al llegar a una estación no quedan huecos libres, se puede solicitar una prórroga de 15 minutos extra para llegar a otra estación próxima.
Actualmente el servicio se presta las 24 horas del día, todos los días del año.
Si le roban o pierde la tarjeta, el precio de reposición es 5€. Asimismo, para solicitarla, tendrá que conocer ineludiblemente el número de abonado que se encuentra en la misma, DNI, domicilio y correo electrónico. Puede, si lo prefiere, acudir a la oficina de atención al cliente, situada en el edificio Laredo (Plaza de San Francisco, junto al ayuntamiento de Sevilla) en los días y horas que se indican en la Oficina de atención al usuario de SEVici.

## Bicicletas y estaciones

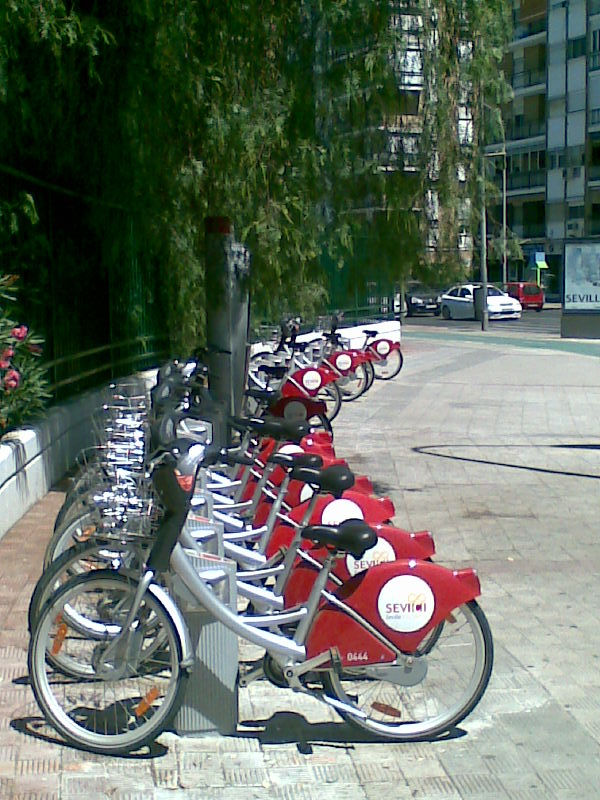
Estación de SEVICI en el Parque de los Príncipes

Existen alrededor de 2600 bicicletas repartidas por las 260 estaciones presentes en la ciudad. Las bicicletas están numeradas y tienen un diseño atractivo y característico con el fin de evitar robos.
Las bicicletas disponen de los siguientes elementos de seguridad: 
- Alumbrado de luces delanteras y traseras con dinamo integrada.
- Bandas reflectantes integradas en las ruedas delantera y trasera, el manillar y por debajo del sillín.
- Frenos de tambor delanteros y traseros integrados en los bujes de las ruedas.
- Timbre.

Las bicicletas disponen de las siguientes prestaciones complementarias: 
- Ajuste de sillín en altura.
- Cambio de velocidad con 3 marchas.
- Cesta delantera.
- Candado de seguridad integrado en la cesta con llave extraíble.

## Deficiencias
Uno de los problemas al que se enfrenta el servicio es su uso indebido y el vandalismo tanto en bicicletas como en estaciones. Ante esto, según una encuesta realizada por la asociación de consumidores FACUA, casi 8 de cada 10 usuarios de Sevici se queja de carencias de mantenimiento y de falta de personal.
El horario de atención al público en la oficina física de Sevici es más restringido que en su Call Center (teléfono de atención al usuario) 900 900 722 (llamada gratuita).
Aunque los sillines de las bicicletas son regulables en altura no lo son los manillares, con lo que con el sillín a máxima altura el manillar queda demasiado bajo.
Otra deficiencia es la poca usabilidad de las pantallas de las estaciones. Para operaciones simples obliga a dar demasiados pasos, como introducir la clave, leer una advertencia y elegir en un menú, los cuales tardan en cargarse, para al final informar de que no hay bicicletas o están todas estropeadas. Es fácilmente evitable. Bastaría con una pantalla inicial que muestre todas las bicicletas disponibles y que solo pida la tarjeta y la clave una vez se haya elegido una. 
Otra es que no existe manera sencilla de declarar la avería de una bici, que debería hacerse en la propia estación, de una manera cómoda y ágil, para que quede comunicado a la central lo antes posible y que dichas bicis no consten como disponibles, de forma que la necesidad de trasvase de unas estaciones a otras no se vea falseada.
Por último, destacar las carencias existentes en el proceso de inscripción para el abono de corta duración. Éste consiste en enviar por correo postal un formulario con los datos personales, copia del DNI y datos de la tarjeta de crédito (número y fecha de caducidad). Cualquier pérdida o extravío de este sobre podría acarrear un uso fraudulento de la tarjeta de crédito. Puede, no obstante, dirigirse a una estación sevici para solicitarlo, siguiendo las instrucciones que se le indican.
Estas bicicletas podrían mejorar su ergonomía, principalmente en su peso ya que son difíciles de manejar para un importante número de usuarios. Por otro lado, es incómodo el sistema de candado de la misma ya que es dificultoso accionar la llave al abrirlo y cerrarlo.
Además, la propia página web del servicio presenta evidentes y numerosos errores de ortografía, los cuales no han sido corregidos tras más de 10 años de servicio. Algo similar ocurre con los tickets que se emiten tras utilizar una bici, donde en el tiempo de uso se indican "ANOS" en lugar de minutos.